# Galeodes truculentus
Galeodes truculentus är en spindeldjursart som beskrevs av Pocock 1899. Galeodes truculentus ingår i släktet Galeodes och familjen Galeodidae. Inga underarter finns listade i Catalogue of Life.